# Roxton (cantón)
Roxton es un municipio-cantón de la provincia de Quebec, Canadá. Está ubicado en el municipio regional de condado de Acton y a su vez, en la región de Montérégie-Est (Montérégie). Hace parte de las circunscripciones electorales de Johnson a nivel provincial y de Saint-Hyacinthe−Bagot a nivel federal.

## Geografía
Roxton se encuentra ubicada en las coordenadas 45°33′00″N 72°31′00″O / 45.55000, -72.51667. Según Statistique Canada, tiene una superficie total de 149.08 km² y es una de las 1135 municipalidades en las que está dividido administrativamente el territorio de la provincia de Quebec.

## Demografía
Según el censo de 2011, había 1093 personas residiendo en este cantón con una densidad poblacional de 7.3 hab./km². Los datos del censo mostraron que de las 1016 personas en 2006, en 2011 el cambio poblacional fue de 77 habitantes (7.6%). El número total de inmuebles particulares resultó de 454 con una densidad de 3.05 inmuebles por km². El número total de viviendas particulares que se encontraban ocupadas por residentes habituales fue de 436.